# Ctenomys australis
Ctenomys australis és una espècie de mamífer rosegador histricomorf de la família dels tuco-tucos. És endèmic del sud-est de la província de Buenos Aires (Argentina).